# Defense Advanced Research Projects Agency

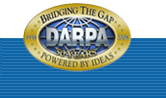
Logo van DARPA

Het Defense Advanced Research Projects Agency (DARPA) is een instituut van het Amerikaanse ministerie van defensie dat verantwoordelijk is voor de ontwikkeling van militaire technologie. De voornaamste taak van DARPA is het beheer van onderzoeksgelden.
DARPA werd opgericht als het Advanced Research Projects Agency (ARPA) in 1958 in reactie op de Spoetnikcrisis, die veroorzaakt werd door de onverwachte lancering door de Sovjet-Unie van de Spoetnik-satelliet in 1957. ARPA was deel van het programma van de Amerikaanse regering dat diende te voorkomen dat de Verenigde Staten achter zouden raken op de Sovjet-Unie op het gebied van de militaire technologie.
In 1968 begon DARPA (toen nog ARPA geheten) met de ontwikkeling van het ARPANET, de voorloper van het latere internet.
Ook heeft DARPA een grote rol gespeeld in de ontwikkeling van kunstmatige intelligentie.